# 棱枝槲寄生
棱枝槲寄生（学名：Viscum diospyrosicolum）是桑寄生科槲寄生属的植物。分布在台湾以及中国大陆的贵州、西藏、广东、广西、浙江、云南、甘肃、湖北、江西、福建、陕西、湖南、四川等地，生长于海拔20米至2,100米的地区，常生于梨树上、柿树上、平原、樟树上、油桐、山地常绿阔叶林中及壳斗科等多种植物上，目前尚未由人工引种栽培。

## 别名
柿寄生（广东、福建、台湾） 桐木寄生（广西）